# Neofit I (patriarcha Konstantynopola)
Neofit I, gr. Νεόφυτος Α' (ur. ok. 1070, zm. 1153) – ekumeniczny patriarcha Konstantynopola w okresie od października do listopada 1153.